# Banco del Perú y Londres
El Banco del Perú y Londres fue una entidad económica inglesa que operó en Lima, Perú, a inicios del siglo XX. 
Fue fundado en 1897 para extender las operaciones de la sucursal de Lima del banco inglés The London Bank of Mexico And South America, Ltd. Su fusión fue propuesta por José Payán, a partir del Banco del Callao (creado en 1877) y cuya empresa entró una crisis tras la Guerra del Pacífico a pesar de las intenciones de modernizar el movimiento bancario fuera de su territorio.
Posteriormente fue operado por Pablo La Rosa y destacó en centro económico sudamericano con capital extranjero. Este banco contó con sucursales en otras ciudades del país, y en su momento fue una de las instituciones más ligadas con la economía del país, debido a que ofreció créditos al Gobierno. Para 1921 obtuvo 123 millones de soles en activos.
Sin embargo, debido a la crisis política durante la Junta Militar de Gobierno de 1930 provocó su quiebra en 1931, lo que conllevó una crisis financiera. Compitió con el Banco de Crédito y el Banco Continental, que sobrevivieron después de su liquidación al contar participación extranjera.